# 方孔倍花蚜
方孔倍花蚜（学名：Nurudea shiraii）为癭綿蚜科孔倍花蚜属下的一个种。